# 志村豊志郎
志村 豊志郎（しむら としろう、1932年〈昭和7年〉5月12日 - 2014年〈平成26年〉2月23日）は、日本の政治家。東京都練馬区長（3期）。

## 略歴
東京府東京市板橋区中村町（後に練馬区に分区）生まれ。東京都立豊多摩高等学校、青山学院大学経済学部商学科卒業。
1955年練馬区役所に入庁し、1981年企画部長、1983年議会事務局長、1987年企画部長、1989年総務部長、1993年練馬区都市整備公社理事長、1996年常勤監査委員を経て、1999年に助役。
岩波三郎区長（当時）の引退表明を受け、2003年2月12日に助役を辞職、後継候補として自民党の推薦と公明党の支持を得て4月27日の練馬区長選で初当選。2007年、再選。2011年、3選。
2014年2月24日朝、区職員が志村の出勤の送迎のため、区長公用車で志村が居住する区内中村のマンションを訪れ、志村の自室のインターフォンを押したが応答がなかったため、不審に思った職員が区役所に連絡を入れ、志村の自室に入った志村の親族が浴室で倒れている志村を発見。通報により駆け付けた救急隊が、その場で志村の死亡を確認した。81歳没。従五位旭日小綬章追贈。

## 区政
- 2009年4月、フランスのアヌシー市とアニメ産業交流協定を締結した[9]。

## 人物
趣味は囲碁、園芸、ウォーキング、スポーツ観戦。

## 日本最古の写真
練馬区議会事務局長を務めていた1983年に、自宅にて所有していた母方の曾祖父にあたる田中光儀の銀板写真が現存する日本最古の写真だと判明する。マシュー・ペリーの日本遠征（黒船来航）に随行したエリファレット・ブラウン・ジュニアによって1854年に撮影されたもので、区長在任中の2006年に写真史および対外交渉史上貴重であるとして重要文化財に指定された。